# 한상능
한상능(韓相能, 1958년 ~ )은 대한민국 前 기초행정가이다.

## 주요 경력
- 前 경기도 부천시 오정구 구청장

## 학력
- 서울중앙고등학교
- 5년제 한국방송통신대학교 농학과 학사